# 西鄉四郎
西鄉四郎（日语：／ Saigō Shirō，1866年3月20日—1922年12月22日）是日本明治时代柔道界的著名人物，講道館四天王之一。富田常雄的小説《姿三四郎》主角的原型。

## 生平
西鄉四郎出生在若松町，是家里的第三个儿子，其父亲是會津藩的武士。三岁时，为了躲避戊辰战争的战火，举家搬迁到津川（今新潟縣阿賀町）居住。十六岁时，成为會津藩的家老西鄉賴母的养子。
西鄉賴母被认为将大東流合氣柔術（后演变为合氣道）传授给了武田惣角。在当时有观点说，西鄉四郎也曾学习过大東流合氣柔術，不过现在的武术史研究已否认了该观点。
西鄉四郎于1882年来到东京，进入当时作为陸軍士官学校的成城学校就学。在天神真楊流柔術的井上敬太郎的道场学习期间，被同一流派的嘉納治五郎发现，并因此进入講道館。次年成为柔道初段。
1886年，在警視廳举办的武术大会中，講道館柔道战胜了柔術的其他流派，使得柔道成为日本警察的正式训练项目。这件事被看作是柔道运动兴起的起点。在这场比赛中，西鄉四郎战胜了戶塚派揚心流的好地圓太郎（也有文献称，对手是照島太郎）。
西鄉四郎的绝招是山嵐。由于幼时一直在渔船上工作的缘故，他的双脚能像章鱼腕足般牢牢地将身体钉在地上。从而使自身的下盘非常稳，在做绊腿等动作时，威胁也更大。
有人认为，山嵐是由大東流的技法改进而来的。但从现在講道館的山嵐动作中，已经很难看出大東流技法的痕迹了。嘉納治五郎也曾说过：“君门下弟子万人，于此技，无出其右者。”
1889年，嘉納治五郎在出国考察前，将后事托付给西鄉四郎，并使之成为副教练。1890年，在完成《支那渡航意見書》后，嘉納治五郎？西鄉四郎离开講道館，同宮崎滔天一道，投身中国的民主革命运动。
1902年，鈴木天眼在长崎创办《東洋日出新聞》，西鄉四郎一边任新闻總編輯，一边在长崎教授柔道和弓术。后来，他同鈴木天眼一道，创立了瓊浦游泳协会，并担任日式泳法的指导老师。
1922年12月22日，因病，在疗养地廣島縣尾道市逝世。死后，講道館追赠其为六段。
1923年，嘉納治五郎为其立碑。碑文曰：“講道館之初创，君与我共究投技之秘。君门下弟子万人，于君之绝技，无出右者。今不幸罹患而逝，惜何以堪，乃追赠六段以表其绩。”（講道館柔道開創ノ際 予ヲ助ケテ研究シ 投技ノ薀奥ヲ窮ム 其ノ得意ノ技ニ於テハ 幾万ノ門下未ダ其ノ右ニ出デタルモノナシ 不幸病ニ罹リ他界セリト聞ク エン惜ニ堪エズ 依テ六段ヲ贈リ以テ其ノ効績を表ス）
现今，通常将小身材却功夫高强的柔道家称为“某某三四郎”。这是受了以西鄉四郎为原型的小说《姿三四郎》的影响。